# Italien ved vinter-PL 2018
Italien deltog ved vinter-PL 2018 i Pyeongchang, Sydkorea i perioden 9.-.18. marts 2018. Landet deltog med 25 atleter.

## Medaljer
| 2018 Pyeongchang | Guld | Sølv | Bronze | Total |
| Italien          | 2    | 2    | 1      | 6     |

### Medaljevindere
| Medalje | Navn                                      | Sport         | Event                           | Dato      |
| ------- | ----------------------------------------- | ------------- | ------------------------------- | --------- |
| Guld    | Giacomo Bertagnolli Guide: Fabrizio Casal | Alpint skiløb | Mændenes storslalom, synshæmmet | 14. marts |
| Guld    | Giacomo Bertagnolli Guide: Fabrizio Casal | Alpint skiløb | Mændenes slalom, synshæmmet     | 17. marts |
| Sølv    | Giacomo Bertagnolli Guide: Fabrizio Casal | Alpint skiløb | Mændenes Super-g, synshæmmet    | 11. marts |
| Sølv    | Manuel Pozzerle                           | Snowboarding  | Mændenes Snowboard cross SB-LL2 | 12. marts |
| Bronze  | Giacomo Bertagnolli Guide: Fabrizio Casal | Alpint skiløb | Mændenes styrløb, synshæmmet    | 10. marts |